# Днепропетровский комбинат пищевых концентратов
Днепропетровский комбинат пищевых концентратов — предприятие пищевой промышленности в городе Днепр.

## История
Предприятие начало свою работу в 1937 году как завод по производству сухих завтраков. Весной 1941 года начался выпуск кукурузных хлопьев на оборудовании, закупленном в США.
После начала Великой Отечественной войны, в связи с приближением к городу линии фронта, оборудование завода было демонтировано, эвакуировано в тыл и перепрофилировано в соответствии с потребностями военного времени. К 1948 году производство предприятия было полностью восстановлено в довоенном объеме. В последующие годы, в период с 1948 по 1963 гг., регулярно проводилось техническое переоснащение производства, реконструкция действующих цехов, наращивание мощностей, ассортимент выпускаемой продукции постоянно расширялся. Специалистами комбината были освоены и внедрены в массовое производство кондитерские изделия (вафли) и продукты быстрого приготовления (супы и десерты).
В 1963 г. «Днепропетровский комбинат пищевых концентратов», благодаря новаторским качествам директора В. Я. Крикунова, начал производство кукурузных палочек. В начале 60-х Крикунов ездил с визитом в США, во время которого имел возможность ознакомиться с американскими достижениями в области переработки кукурузы. Вернувшись домой, директор, будучи талантливым инженером, сам сконструировал специальную машину-экструдер, которая под действием определенного давления и температуры формирует кукурузные палочки из исходного сырья. Кроме того, Крикунов создал собственную технологию изготовления кукурузных палочек, которая была настоящим «ноу-хау» в области производства подобных продуктов.
В 1972 году предприятие приобрело технологическую линию для производства растворимого кофе у датской фирмы «NIRO» и начало производство порошкового растворимого кофе и кофейных напитков в картонных упаковках и жестяных банках.
В целом, в советское время комбинат входил в число ведущих предприятий города.
В 1994 году государственное предприятие было реорганизовано в закрытое акционерное общество.
С декабря 1999 г. продукция предприятия выпускается под торговой маркой «Золоте Зерно».
В 2002 году получен международный сертификат управления качеством на соответствие требованиям ISO 9001:2000, выданный бюро "Veritas Quality International". В 2004 году ДКПК стало первым предприятием страны, начавшим выпуск алгомерированного (гранулированного) растворимого кофе на закупленной в Италии технологической линии.
В 2008 г. на предприятии была запущена линия обработки зерна методом инфракрасного нагрева для изготовления хлопьев быстрого приготовления. В том же 2008 г. ассортимент продукции ЗАО «ДКПК» насчитывал уже более сотни наименований, предприятие работало на разных продуктовых рынках с разными покупателями всех возрастов, поэтому было принято решение о создании зонтичных брендов для каждой категории продуктов. Так появились ТМ «Coffee Club» (кофе), ТМ «Тонус. Напитки здоровья» (растворимые напитки), ТМ «Slasti» (кондитерские изделия), ТМ «Злаково» (продукты быстрого приготовления), ТМ «Hit Snack» (соленые кукурузные снеки). Под торговой маркой «Золоте Зерно» был продолжен выпуск сухих завтраков (хлопья, подушечки, фигурные изделия), а также кофе и вафель.
В апреле 2009 г. комбинат был сертифицирован на соответствие требованиям ISO 9001:2008.
В 2012 году началось производство гранулированного кофе с добавлением молотого.

## Деятельность
Предприятие является одним из крупнейших на Украине производителей сухих завтраков и растворимых напитков. Продукция предприятия также успешно реализуется на зарубежные рынки — в Россию, Казахстан, Туркменистан, Молдову, Германию и США.
Особое внимание уделяется контролю качества выпускаемой продукции, которым занимаются специализированные службы — бюро управления качеством и лаборатория контроля качества.
Комбинат производит более 120 наименований продукции, в том числе:
- Сухие завтраки: кукурузные хлопья ТМ «Золоте Зерно» и подушечки «Смачна Забава»
- Экструзионные продукты: кукурузные палочки и шарики шоколадные ТМ «Золоте Зерно»
- Кофе натуральный растворимый ТМ «Coffee Club»
- Растворимые напитки ТМ «Тонус»
- Кондитерские изделия: вафли ТМ «Золоте Зерно»
- Продукты быстрого приготовления (супы, каши, хлопья микронизированные) ТМ «Злаково»
- Сухарь панировочный ТМ «Золоте Зерно»
- Кисели ТМ «Золоте Зерно»